# Plega melitomae
Plega melitomae is een insect uit de familie van de Mantispidae, die tot de orde netvleugeligen (Neuroptera) behoort. 
Plega melitomae is voor het eerst wetenschappelijk beschreven door Linsley & MacSwain in 1955.